# Bülent Eken
Pour les articles homonymes, voir Eken.
Bülent Eken (né le 26 octobre 1923 à Mersin (province de Mersin) et mort le 25 juillet 2016 à Istanbul) est un footballeur et entraîneur turc.

## Biographie
En tant que défenseur, Bülent Eken fut international turc à treize reprises (1948-1954) pour aucun but inscrit. Il participa aux JO 1948, où il fut titulaire dans les deux matchs de la Turquie et fut expulsé contre la Yougoslavie à la 80e minute. La Turquie fut éliminée en quarts de finale. Il fit partie des joueurs sélectionnés pour la Coupe du monde de football de 1954, mais il ne joua aucun match. La Turquie fut éliminée au premier tour.
Il joua pour un seul turc (Galatasaray SK) et deux clubs italiens (US Salernitana et US Palerme), ne remportant qu'un championnat d'Istanbul de football en 1949.
Il fut le sélectionneur national de la Turquie en 1963.

## Palmarès
- Istanbul Ligi (championnat d'Istanbul de football)
  - Vainqueur en 1949